# Armadilloniscus hawaiianus
Armadilloniscus hawaiianus är en kräftdjursart som beskrevs av Stefano Taiti och Franco Ferrara 1989. Armadilloniscus hawaiianus ingår i släktet Armadilloniscus och familjen Detonidae. Inga underarter finns listade i Catalogue of Life.